# 思想記錄與再現裝置
思想记录與再现裝置是一種能够透過脑机接口直接记录和再现受试者想法、情绪、梦境或其他神经 (认知）事件的機器，可供受试者体验。虽然该想法目前主要存在于这种设备能力的虚构展示中，但自从开发出第一批支援腦機介面的设备以来，已經獲得了越來越多的科學認可。 
术语「oneirography」，指的是梦的记录，也是上述裝置的同义词。

## 研究
2008年12月， 国际先进电信研究所 (Advanced Telecommunications Research Institute International）认知神经科学部宣布了对神经信号转换成图像的研究。此外，加州大學洛杉磯分校的莫蘭·瑟夫（Moran Cerf）博士2010年在《自然》期刊上發表了一篇論文，声称他和其他研究人員即將能夠讓心理學家透過對人們的大腦活動進行電子可視化，來確證人們對夢境的記憶，進而解釋他們的想法。這項研究成果经常被普及为一種可以记录梦境的设备。然而莫蘭·瑟夫说他从未提出过这种说法，只是說這樣的裝置在理論上是可能的。

### 目前的侷限
腦機介面設備目前能夠將有限的部分神經信號轉換為數位信號，大部分用於連接設備的運動中心控制，而對大腦的知覺或所構思圖像的翻譯仍尚未完全實現。